# Gobius nebulosus
Gobius nebulosus és una espècie de peix de la família dels gòbids i de l'ordre dels perciformes.

## Morfologia
Els mascles poden assolir els 18 cm de longitud total.

## Distribució geogràfica
Es troba des de l'Àfrica oriental fins a Indonèsia, Micronèsia, la Xina, les Illes Ryukyu i el nord d'Austràlia.